# Holzkirchen (Unterfranken)

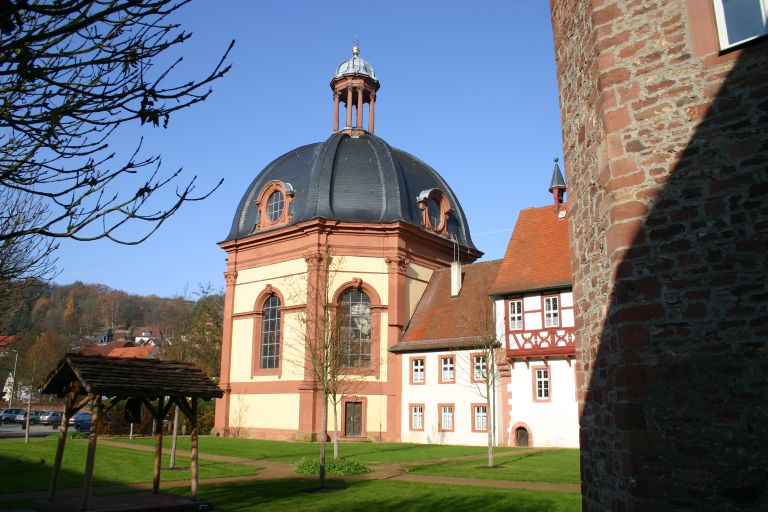
Biserica circulară de la mănăstirea Holzkirchen (construită de Balthasar Neumann)

Holzkirchen (Unterfranken) este o comună din landul Bavaria, Germania.
Biserica circulară de la mănăstirea din acestă localitate a fost creată de marele arhitect german Balthasar Neumann.
1. ↑  Alle politisch selbständigen Gemeinden mit ausgewählten Merkmalen am 31.12.2018 (4. Quartal) (în germană), Statistisches Bundesamt[*], arhivat din original la 10 martie 2019, accesat în 10 martie 2019